# Scutellaria alabamensis
Scutellaria alabamensis là một loài thực vật có hoa trong họ Hoa môi. Loài này được Alexander miêu tả khoa học đầu tiên năm 1933.